# Kul Pahar
Kul Pahar es un pueblo y nagar Panchayat situado en el distrito de Mahoba en el estado de Uttar Pradesh (India). Su población es de 20096 habitantes (2011). 

## Demografía
Según el censo de 2011 la población de Kul Pahar era de 20096 habitantes, de los cuales 10575 eran hombres y 9521 eran mujeres. Kul Pahar tiene una tasa media de alfabetización del 75,77%, superior a la media estatal del 67,68%: la alfabetización masculina es del 84,80%, y la alfabetización femenina del 65,76%.